# Abdoulaye Sarr
Abdoulaye Sarr (31 ottobre 1951) è un allenatore di calcio ed ex calciatore senegalese, di ruolo centrocampista.